# 세균인공염색체
세균인공염색체(영어: bacterial artificial chromosome, BAC)는 분자생물학 실험에서 사용되는 DNA 구조물로, 벡터로써 형질전환이나 클로닝 등에 이용된다. 플라스미드에 비해 더 큰 DNA 절편(150~350 kbp)을 운반할 수 있다. BAC는 인간 게놈 프로젝트에도 이용되었는데, DNA를 절단한 절편들을 각각 BAC를 이용하여 증폭시켰다.

## 구조

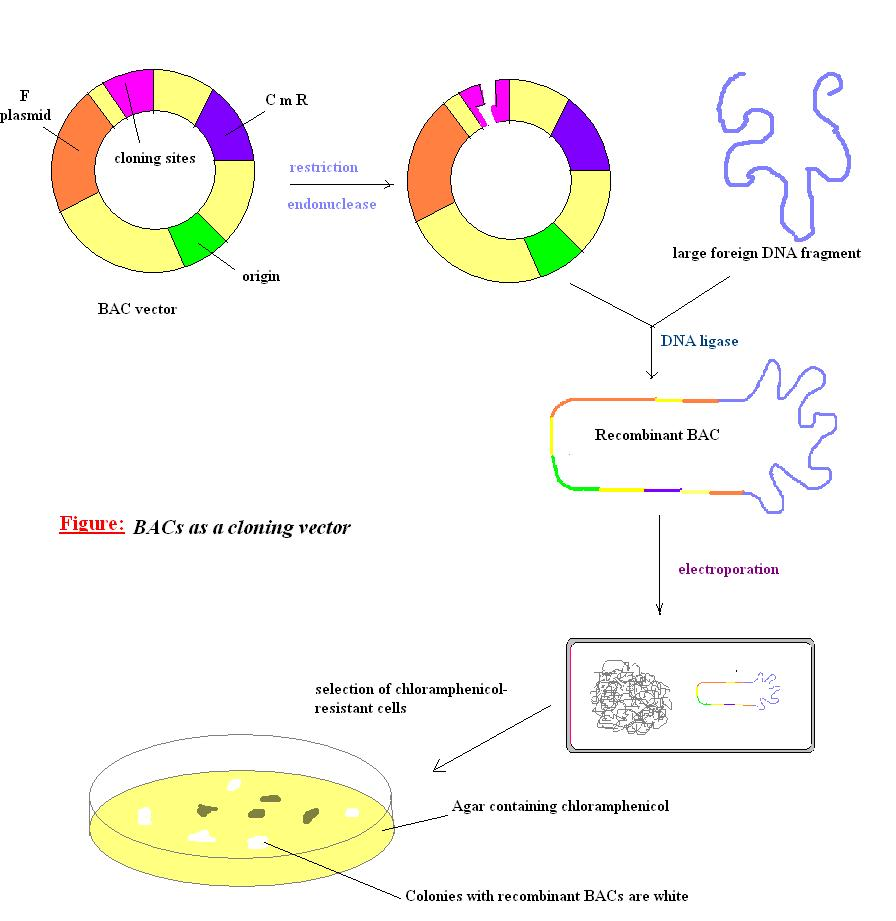
BAC를 이용한 클로닝

일반적으로 세균인공염색체는 다음과 같은 공통적 요소들을 가진다.
- repE : BAC 복제 및 사본의 수 조절을 위한 서열이다.
- parA와 parB : 복제 시 딸세포로 BAC의 사본이 정상적으로 분배될 수 있도록 하는 유전자이다.
- 표지유전자 : 세포에 BAC와 유전자가 잘 도입되었는지 확인하는 데 필요하다. 항생제 저항성 유전자가 일반적이다.
- 프로모터 : 삽입된 유전자의 발현을 위해 필요하다.
- Cloning site : 제한효소절단부위들이 존재하여 표적 유전자가 삽입될 수 있는 자리이다.

## 같이 보기
- 코스미드
- 인간 인공 염색체